# Mithridate III de Parthie
Pour les articles homonymes, voir Mithridate.
Mithridate III de Parthie est un roi arsacide des Parthes de 58 à 54 av. J.-C.

## Biographie
Fils du roi Phraatès III, il participe avec ses frères et notamment Orodès au complot qui se termine par le meurtre de leur père (56 av. J.-C.).
Nommé roi, il est déposé et banni par les nobles après quatre ans de règne, en raison de sa cruauté. 

« Les principaux du royaume que dirigeait le Grand vizir (Suréna), jeune et énergique génie, s’étaient débarrassés déjà de Mithridate, en mettant Orodès (Arsace XIV) à sa place. »

Mithridate décide alors de faire cause commune avec les Romains. Il se rend au camp de Gabinius, proconsul de Syrie, qui s'était empressé de passer l'Euphrate à la tête de ses légions dès l'annonce du meurtre de Phraatès III. 

« Tout promettait le succès à l’entreprise du proconsul, quand soudain l’ordre lui vint de s’en aller rétablir le roi d’Égypte, à main armée, sur son trône d’Alexandrie. Il lui fallut obéir, mais dans l’espoir d’un prompt retour, il invita le prince dépossédé, qui lui demandait assistance, à commencer seul les hostilités. »

Ce que fait Mithridate : Babylone, Séleucie du Tigre se déclarent pour lui et tombent sans combats. Mais Suréna reprend cette dernière ville, montant lui-même à l’assaut, et se faisant voir le premier sur le rempart. Mithridate, assiégé et affamé dans Babylone, finit par se rendre.
Il est alors exécuté sur l'ordre de son frère Orodès II.